# ونزی
ونزی (به فرانسوی: Vanzay) یک کمون در فرانسه است که در Canton of Lezay واقع شده‌است.

## خصوصیات
ونزی ۱۱٫۴ کیلومترمربع مساحت و ۲۰۵ نفر جمعیت دارد و ۱۳۱ متر بالاتر از سطح دریا واقع شده‌است.